# Людина цзайчанійська
Люди́на цзайчані́йська (лат. Homo tsaichangensis) — це викопні рештки прадавньої людини знайдені в каналі між островами архіпелагу Пенху. Було виявлено щелепу, а саме її нижню частину, що належить вимерлому виду гомінінів роду Homo з Тайваню, який жив у середині пізнього плейстоценіу. Точна класифікація нижньої щелепи спірна, окремі вчені переконані, що вона представляє новий вид, Людину цзайчанійську (Homo tsaichangensis). Інші науковці вважають, що ця скам'янілість виду Людина прямоходяча (Homo erectus), архаїчного виду Людина розумна (Homo sapiens), можливо, належить до Денисівської людини.

## Відкриття знахідки

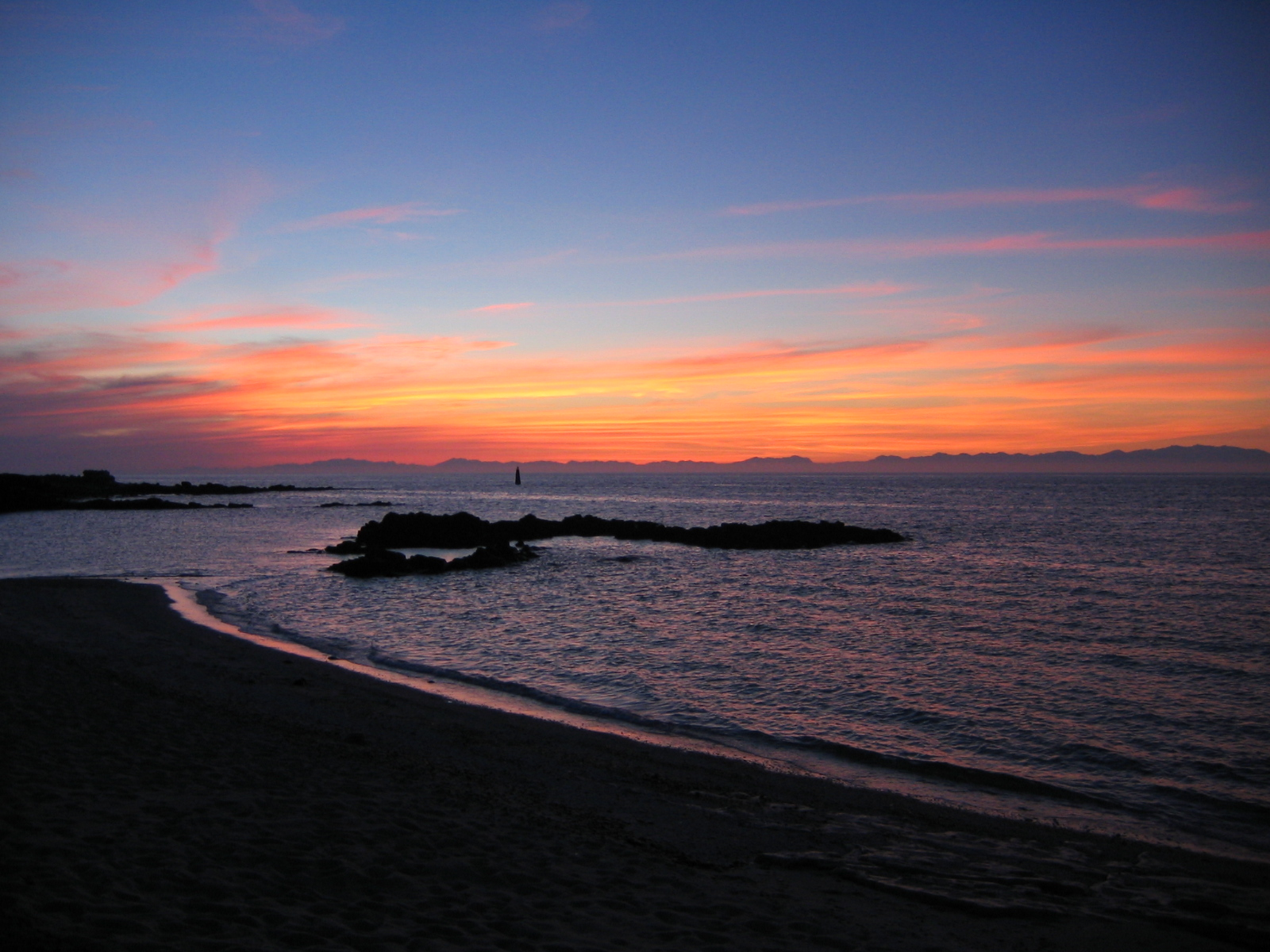
Захід сонця на пляжі міста Магун, архіпелаг Пенху, де були виявлені рештки Людини цзайчангійської

Скам'янілість була знайдена приблизно в 2008 році рибалками в каналі між островами Пенху, і придбана жителем Тайнаня Куньюєм Цзаєм. Скам'янілість була знайдена на глибині 60-120 метрів під водою і приблизно в 25 кілометрах від західного узбережжя Тайваня, в районі, який колись був частиною материка. Рівень моря підвищився з часів останнього льодовикового періоду, і в результаті територія, де було знайдено скам'янілість, занурилася під воду. Після того, як Цзай передав скам'янілість Національному музею природничих наук, у 2015 році його опис зробила міжнародна група японських, тайванських і австралійських вчених.
Зараз рештки Людини цзайчанівської зберігається в Національному музеї природничих наук у Тайчжуні .
Скам'янілість стратиграфічно датована 450—190 тис. років тому; крайня дата існування визначена до початку зміни рівня моря на місцевості, де були виявлені рештки.

## Морфологія
Скам'янілість складається з майже повної правої нижньої щелепи з чотирма зубами, включаючи зношені моляри та премоляри. Нижня щелепа має високий показник міцності, великі моляри, а за допомогою 3D реконструкції виявлено великий двовиростковий суглоб. Ці ознаки допомогли підтвердити, що скам'янілість належала до середини пізнього плейстоцену. Альвеоли чотирьох різців і правого ікла також збереглися. Вид людини був віднесений до роду Homo на основі щелепи та морфології зубів. Нижня щелепа демонструє виступаючу передню частину та відсутність виразного підборіддя, що відрізняє його від виду Людини розумної (Homo sapiens). Проте в скам'янілості присутні риси, схожі на ті, які були в ранньої Людини умілої (Homo habilis), включаючи коротку ширину щелепи. Ці та інші характеристики були достатніми доказами для віднесення зразка до роду Homo.

## Класифікація
Незважаючи на те, що вид Людина цзайчанійська (Homo tsaichangensis) був визнаний, існує багато дискусій щодо можливості віднесення зразка до раніше існуючого виду людини. Адже ця нижня щелепа була описана як найбільш схожа на гесянські скам'янілості Людини прямоходячої (Homo erectus). Нижня щелепа Людини цзайчанійської (Homo tsaichangensis) і рештки гесянського типу мають подібний розмір коронки, виступ та міцність. Вчені запропонували кілька моделей їх співіснування. Спільні риси нижньої щелепи можна пояснити або збереженням примітивних характеристик ранньоазіатської Людини прямоходячої (Homo erectus), або міграцією Homo з міцними щелепами з Африки, або віднесенням до виду Гейдельберзької людини (Homo heidelbergensis), або вони можуть свідчити про адаптовану форму тої ж Людини прямоходячої (Homo erectus). Однак щодо ідентичності видів або таксономічних зв'язків немає одностайності через незначну кількість матеріалу. Вчений Юсуке Ґайфу вказав, що для точного віднесення рештків до конкретного виду потрібно більше частин скелета. Проте палеонтолог Марк Мак-Менамін стверджував, що унікальних стоматологічних характеристик щелепи достатньо для встановлення окремого виду, який він назвав  Homo tsaichangensis  або Людина цзайчанійська. Мак-Менамін порівнявши знахідку Людини цзайчанійської (Homo tsaichangensis) з фрагментами щелепи Гігантопітека, знайденими в селі Семедо на Центральній Яві, наполягав на тому, що їхній зв'язок є випадком конвергентної еволюції. Він зазначав, що знайдені на Яві фрагменти Гігантопітека похожі до типу Блекі (дійсно існує ймовірність їх приналежності до Гігантопітеків Блекі, хоча вони можуть належати до якогось іншого, ще не описаного виду Гігантопітеків). Мак-Менамін пояснює, що цей рід колись вважався подібним до Людини розумної (Homo sapiens) та Австралопітеків (Australopithecus), поки пізніше не були визнані гігантськими понгідами.
Гігантопітек Блекі і Людина цзайчанійська (Homo tsaichangensis) мають подібну морфологію зубів, що свідчить про споріднений вибір дієти та схожий географічний ареал проживання. Відкриття Гігантопітека Блекі і Людини цзайчанійської (Homo tsaichangensis) також встановило, що вони обидвоє населяли біогеографічну провінцію Тегал-Пенху близько 250 тисяч років тому. Потім Мак-Менамін зробив висновок, що, оскільки вони жили на одній території та мали доступ до тих самих джерел їжі, їм обом, щоб вижити, довелося адаптуватися до дієти, багатої на бамбук та іншу навколишню рослинність. Мак-Менамін погоджується з можливим поясненням, наданими Чунь-Сян Чаном, що зразок щелепи з каналу Пенху представляє гомінін, який еволюціонував від Людини прямоходячої (Homo erectus) з граціальною щелепою, щоб краще пристосуватися до навколишнього середовища. Віднесення людини з Пенху до гімінінів дозволяє класифікувати його як окремий вид під назвою Людина цзайчанійська (Homo tsaichangensis). Китайські антропологи У Сіньчжи і Хаовень Тун не схильні класифікувати Людину цзайчанійську (Homo tsaichangensis) як новий вид, попередньо відносячи нижню щелепу до Археоантропів. Попри це вони таки залишають можливість в майбутньому віднести знайдені рештки до окремого нового виду, якщо буде виявлено більше скам'янілостей. У статті 2015 року Лело Сувад погодився з класифікацією нового виду — Людина цзайчанійська (Homo tsaichangensis).
У 2019 році Чень Фаху разом із групою експертів представив результати дослідження, згідно яких нижня щелепа Людини цзайчанійської (Homo tsaichangensis) може належати до групи гомінідів Денисівської людини (Homo denisovensis). Цей висновок було підтверджено при порівнянні з нижньою щелепою Сяхе, знахідки, яка теж відноситься до Денисівської людини (Homo denisovensis). Нижня щелепа Сяхе була виявлена на Тибетському плато, її вік приблизно 160 тис. років. Зразок Сяхе має подібну морфологію зубів як у Людини цзайчанійської. Вони мають 4 спільні риси: їхні M2 близькі за мезіодистальною шириною, в обидвох спостерігається агенезія моляра M3, мають подібну унікальну структуру кореня M2, таку ж як сучасна азіатська популяція, а P3 розміщений в дентині Томеса, що рідко доводилося виявляти у викопних гомінідів. Але це лише певні подібності, які, без знайдення більшої кількості рештків або аналізу ДНК, не можуть у повній мірі підтверджувати, що Людина цзайчанійська (Homo tsaichangensis) належить до Денисівської людини (Homo denisovensis).